# Orthosilicate de magnésium
L'orthosilicate de magnésium est le composé chimique de formule Mg2SiO4. C'est le sel de magnésium de l'acide orthosilicique.

## Propriétés physiques

### Solide
On connaît trois polymorphes de l'orthosilicate de magnésium, qui tous existent dans la nature (minéraux), sur Terre et dans les météorites :
- la forstérite (ou α-Mg2SiO4), le polymorphe de basse pression, orthorhombique ;
- la wadsleyite (ou β-Mg2SiO4), le polymorphe de haute pression, également orthorhombique ;
- la ringwoodite (ou γ-Mg2SiO4), le polymorphe de très haute pression, cubique.

### Équilibres solide-liquide
À pression ordinaire, l'orthosilicate de magnésium solide (forstérite) fond à 1 898 ± 11 °C,.
En 1981, une étude expérimentale conclut que la fusion est congruente jusqu'à au moins 12,7 GPa. Si la fusion reste congruente à plus haute pression, le point triple α-β-liq (forstérite-wadsleyite-liquide) est estimé par extrapolation à 2 600 °C, 20 GPa.
En 1993, une nouvelle étude du point de fusion de Mg2SiO4 conclut que la fusion cesse d'être congruente à 10,1 GPa (2 250 °C), et qu'à plus haute pression la réaction de fusion change en deux points invariants, à 15,6 GPa (2 310 °C) et 16,7 GPa (2 315 °C). Les réactions de fusion sont ainsi :
- P < 10,1 GPa : forstérite → liquide ;
- 10,1 < P < 15,6 GPa : forstérite → périclase (MgO) + liquide ;
- 15,6 < P < 16,7 GPa : forstérite → AnhB (Mg14Si5O24) + liquide ;
- P > 16,7 GPa : wadsleyite → AnhB + liquide.

Jusqu'à 16,5 GPa, la courbe de fusion expérimentale est bien représentée par une équation de Simon :
{\displaystyle P=2{,}44\left[\left({\frac {T}{2171}}\right)^{11{,}4}-1\right]}
où P est exprimé en gigapascals (GPa) et T en kelvins (K).

### Équilibre liquide-vapeur
Il n'existe pas encore de données expérimentales ni de modèles théoriques concernant les propriétés de Mg2SiO4 à basse pression et haute température. En 2020, une série de calculs ab initio de dynamique moléculaire (DFTMD), basés sur la théorie de la fonctionnelle de la densité (DFT), ont couvert les états liquide et vapeur. Ils montrent que :
- la vaporisation se fait de façon incongruente, et la composition chimique du liquide et de la vapeur coexistants varie en fonction de la température et de la densité globale (donc de la pression) : la vapeur est enrichie en silice et en oxygène, et appauvrie en magnésium ;
- le point critique liquide-vapeur se situe à Tc = 6 240 ± 200 K, Pc =  1,3 ± 0,2 kbar (130 ± 20 MPa) et ρc = 0,52 ± 0,03 g/cm3 (520 ± 30 kg/m3).

## Synthèse
On peut préparer de l'orthosilicate de magnésium en faisant fondre à 1 900 °C un mélange stœchiométrique d'oxydes de magnésium et de silicium (deux MgO pour un SiO2).
Le procédé de Czochralski permet de synthétiser de grands monocristaux de forstérite, jusqu'à 25 mm de diamètre et 60 mm de long.